# 封延之
封延之（487年—540年8月12日），字祖业。渤海蓨縣（今河北景縣）人。中國东魏時期人物，北魏司空孝宣公封回季子，北齐封隆之之弟。

## 生平
弱冠州辟主簿。正光末年（525年），起家为员外散骑侍郎。大将军江阳王元继征讨胡琛之乱，封延之任田曹参军，仍转长流事。永安二年（529年），任假节、假征虏将军、防境都督，行勃海郡事。三年，除中坚将军、散骑侍郎。与兄封隆之一起归附东魏大丞相高欢，任大行台右丞。不久除持节、平南将军、济州刺史、当州大都督。未几，从班例加中军将军。太昌元年（532年），复除征东将军、大丞相司马。永熙二年（533年），以功勋除卫大将军、左光禄大夫、郏城县开国子，邑三百户，司马如故。复以本官行相州事。
天平元年（534年）十一月，兗州刺史樊子鹄、南青州刺史大野拔据瑕丘反。高欢派妻弟娄昭讨平，封延之调任使持节、散骑常侍、骠骑大将军、青州刺史，任上多受贿赂。天平二年（535年）四月，前青州刺史侯渊反，攻掠青齐，济州刺史蔡俊讨平之。封延之再次调任晋州。
天平四年（537年）十月，东、西魏爆发沙苑之战，封延之转行怀州事。东魏兵败，封延之弃州北逃，以兄封隆之故，免其死。兴和二年六月廿四日（540年8月12日）遇疾卒于晋阳，时年五十四。有诏追赠使持节、侍中、司徒公、尚书左仆射、都督冀瀛殷三州诸军事、骠骑大将军、冀州刺史、郏城县开国子，谥文恭。粤以兴和三年十月廿三日（541年11月26日）归窆于广乐乡新安里。

## 家族

### 祖父
- 封魔奴，冀州刺史

### 父亲
- 封回，司空

### 夫人
- 崔长晖，博陵安平人，秘书郎崔辅之长女，以隋朝开皇七年（587年）十一月廿九日薨于里舍，春秋八十有三。粤以九年二月廿六日葬于旧茔。生三男四女

### 子女
- 封孝纂，长子
- 封孝源，次子
- 封孝绪，三子
- 封氏，长女，嫁适范阳卢景柔
- 封氏，次女，嫁陇西李仁舒
- 封氏，三女，嫁范阳祖长雄
- 封氏，四女，嫁博陵崔叔胤